# Isla Guadalupe, Tabasco
Isla Guadalupe är en ort i Mexiko.   Den ligger i kommunen Nacajuca och delstaten Tabasco, i den sydöstra delen av landet, 700 km öster om huvudstaden Mexico City. Isla Guadalupe ligger 7 meter över havet och antalet invånare är 681.
Terrängen runt Isla Guadalupe är mycket platt. Runt Isla Guadalupe är det tätbefolkat, med 442 invånare per kvadratkilometer. Närmaste större samhälle är Nacajuca, 9,4 km sydväst om Isla Guadalupe. Trakten runt Isla Guadalupe består till största delen av jordbruksmark.